# Limnophila clavigera
Limnophila clavigera är en tvåvingeart som beskrevs av Alexander 1934. Limnophila clavigera ingår i släktet Limnophila och familjen småharkrankar. Inga underarter finns listade i Catalogue of Life.